# Pusan Film Critics Awards
Les Pusan Film Critics Awards sont des remises de prix annuelles créées en 2000 par la Korea Pusan Film Critics Association et récompensant des films sud-coréens,

## Palmarès

### 2000
- Meilleurs acteurs : Lee Byeong-heon et Song Kang-ho, pour Joint Security Area
- Meilleur réalisateur : Bae Chang-ho, pour My Heart
- Meilleure actrice : Jeon Do-yeon, pour Happy End
- Prix du jury : Ryu Seung-wan, pour Die Bad

### 2002
- Meilleur film : Sympathy for Mr. Vengeance, de Park Chan-wook
- Meilleur acteur : Seol Kyeong-gu, pour Oasis
- Meilleure actrice : Bae Du-na, pour Take Care of My Cat
- Meilleur réalisateur : Park Chan-wook, pour Sympathy for Mr. Vengeance

### 2003
- Meilleur film : Save the Green Planet, de Jang Jun-hwan
- Meilleur acteur : Shin Ha-gyun, pour Save the Green Planet
- Meilleure actrice : Moon So-ri, pour Une femme coréenne
- Meilleur réalisateur : Bong Joon-ho, pour Memories of Murder

### 2004
- Meilleur film : Old Boy, de Park Chan-wook
- Meilleur acteur : Jeong Jae-young, pour Someone Special
- Meilleure actrice : Kang Hye-jeong, pour Old Boy
- Meilleur réalisateur : Park Chan-wook, pour Old Boy

### 2005
- Meilleur film : Rules of Dating, de Han Jae-rim
- Meilleur acteur : Cho Seung-woo, pour Marathon
- Meilleure actrice : Kang Hye-jeong, pour Rules of Dating
- Meilleur réalisateur : Ryu Seung-wan, pour Crying Fist

### 2006
- Meilleur film : Family Ties, de Kim Tae-yong
- Meilleur acteur : Hwang Jung-min, pour Bloody Tie
- Meilleure actrice : Uhm Jung-hwa, pour Princess Aurora
- Meilleur réalisateur : Kim Tae-yong, pour Family Ties

### 2007
- Meilleur film :  ---
- Meilleur acteur : Song Kang-ho, pour The Show Must Go On
- Meilleure actrice : Ye Ji-won, pour Old Miss Diary - Movie
- Meilleur réalisateur : Im Sang-soo, pour Le Vieux Jardin

### 2008
- Meilleur film : Night and Day, de Hong Sang-soo
- Meilleur acteur : Kim Yoon-seok, pour Le Chasseur
- Meilleure actrice : Kang Min-hee, pour Hellcats
- Meilleur réalisateur : Lee Myung-se, pour M

### 2009
- Meilleur film : Mère, de Bong Joon-ho
- Meilleur acteur : Ha Jung-woo, pour My Dear Enemy
- Meilleure actrice : Kim Hye-ja, pour Mère
- Meilleur réalisateur : Yang Ik-joon, pour Breathless

### 2010
- Meilleur film : Oki's Movie, de Hong Sang-soo
- Meilleur acteur : Yoon Je-moon, pour The Man Next Door (ko)
- Meilleure actrice : Youn Yuh-jung, pour The Housemaid, Hahaha, Actresses

### 2011
- Meilleur film : Late Autumn, de Kim Tae-yong
- Meilleur acteur : Yoo Jun-sang, pour Matins calmes à Séoul
- Meilleure actrice : Tang Wei, pour Late Autumn

### 2012
- Meilleur film : Nameless Gangster, de Yoon Jong-bin
- Meilleur acteur : Lee Byung-hun, pour Masquerade
- Meilleure actrice : Hwang Jung-min, pour Jesus Hospital

### 2013
- Meilleur film : Jiseul, de O Muel
- Meilleur acteur : Ha Jung-woo, pour The Terror Live
- Meilleure actrice : Jeong Yu-mi, pour Sunhi

### 2014
- Meilleur film : Gyeongju, de Zhang Lu
- Meilleur acteur : Lee Geung-young, pour The Pirates
- Meilleure actrice : ---

### 2015
- Meilleur film : Un jour avec, un jour sans de Hong Sang-soo
- Meilleur acteur : Hae-Jin Yoo, pour Minority Opinion
- Meilleure actrice : Kim Min-hee pour Un jour avec, un jour sans

### 2016
- Meilleur film : The Truth Beneath de Kyoung-mi Lee
- Meilleur acteur : Jung Woo-sung, pour Asura
- Meilleure actrice : Son Ye-jin, pour The Truth Beneath

### 2017
- Meilleur film : Seule sur la plage la nuit et le Jour d'Après de Hong Sang-soo
- Meilleur acteur : Hae-hyo Kwon, pour le Jour d'Après
- Meilleure actrice :  Yeri Han pour A Quiet Dream

### 2018
- Meilleur film : The Remnants de Il-rhan Kim et Hyuk-Sang Lee
- Meilleur acteur : Jeong Min Park, pour Sunset in My Hometown
- Meilleure actrice : Esom pour Microhabitat

### 2019
- Meilleur film : Hotel by the River de Hong Sang-soo
- Meilleur acteur :  Ki Joo-bong pour Hotel by the River
- Meilleure actrice : Lee Jeong-eun pour Parasite

### 2020
- Meilleur film : Tiny light de Minjae Cho
- Meilleur acteur : Cho Jin-woong pour Me and Me
- Meilleure actrice : Mal-Geum Kang pour Lucky Chan-sil

### 2021
- Meilleur film: Voice of Silence de Hong Eui-jeong
- Meilleur acteur: Yo-Han Byun pour The Book of Fish
- Meilleure actrice: Kim Sun-young pour Three Sisters

### 2022
- Meilleur film: A Wild Roomer de Lee Jeong-hong et Shivamma de Jaishankar Aryar
- Meilleur acteur:  Kim Youngsung pour Big Sleep
- Meilleure actrice: Kim Geumsoon pour Star of Ulsan